# خرس قهوه‌ای شرق سیبری
خرس قهوه‌ای شرق سیبری (نام علمی: Ursus arctos collaris) نام یک زیرگونه از گونه خرس قهوه‌ای است.